# Burislev Sverkersson
Burislev Sverkersson, auch Boleslav, († wahrscheinlich um 1172) war zusammen mit seinem Bruder Kol, über den sonst nichts bekannt ist, Thronprätendent in Götaland.

## Leben
Seine Eltern waren der schwedische König Sverker der Ältere und dessen zweite Frau Rikissa von Polen. Er wurde wohl nach deren Vater Boleslav von Polen benannt. Nach dem Tod seines älteren Halbbruders Karl Sverkersson versuchte er, Oberhaupt seiner Familie und deren Anhänger zu werden, und soll in Götaland zum König ausgerufen worden sein. Jedenfalls gibt es Quellen, die ihn so nennen. Nach der Königsreihe des Västgötalag hatte Knut Eriksson sich innerhalb seines Machtbereichs durchgesetzt und außer Karl Sverkersson 1167 auch „König Kol und König Burislev“ im Kampf getötet. Burislev scheint 1172 getötet worden zu sein, während Kol nicht vor 1173 fiel, offenbar in der Schlacht bei Bjälbo in Östergötland. Wahrscheinlich hatten die beiden nach der Ermordung Karl Sverkersons den Kampf gegen Knut fortgesetzt und letztlich verloren.
Danach gab es keinen männlichen Nachkommen der Sverker mehr. Nach dem damaligen Erbrecht ging das Erbe an seine Halbschwester Sofia aus der zweiten Ehe Rikissas mit dem russischen Fürsten Volodar von Minsk. Da Sofia mit Waldemar I. von Dänemark verheiratet war, ging ein Großteil der Besitzungen Sverkers in den Besitz des dänischen Königshauses. Sie wurden aber wieder zurückgegeben, indem Waldemar diese seinem außerehelichen Sohn Knut von Reval übertrug, dessen Sohn Svantepolk dadurch eine besonders hervorgehobene Stellung in der zweiten Hälfte des 13. Jahrhunderts erhielt.